# Гьойнюк
 Гьойню́к  (тур. Göynük) — курортне селище в районі Кемера, в турецької провінції Анталія.
Через район Гьойнюк в Туреччині проходить річка, яка утворює приголомшливої краси каньйон, який є відомим природним пам'ятником.

## Розташування
Гьойнюк знаходиться за 45 км на південь від аеропорту Анталії та за 7 км від Кемера. Гори Тавру навколо Гьойнюк майже впритул підходять до моря і утворюють ущелини і скелі. Низовини засаджені апельсиновими і гранатовими деревами. Гьойнюк можна розділити на дві частини. В одній ближче до гір розташовані житлові квартали, в іншій ближче до моря розташовані готелі.